# Egwin (biskup)

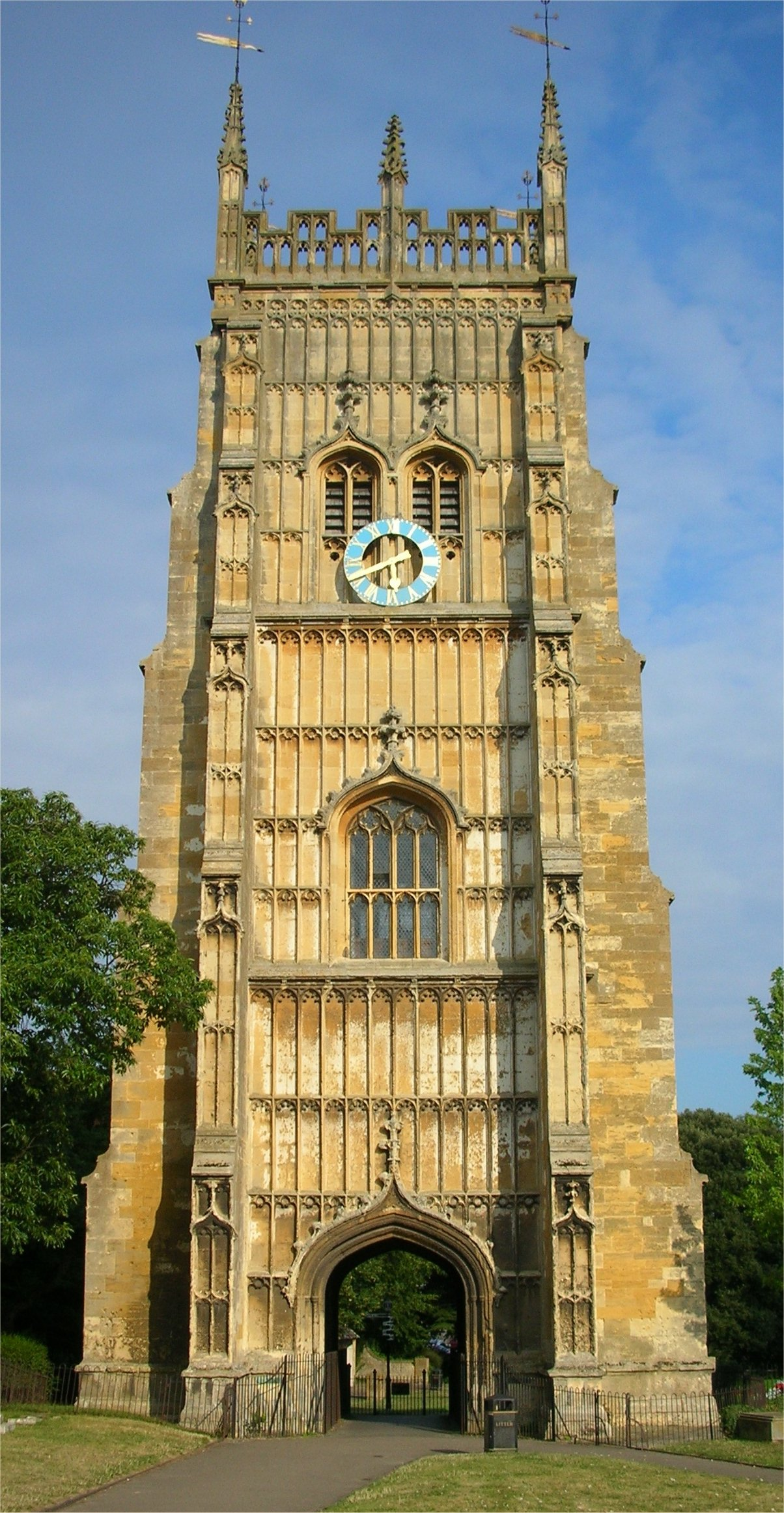
Wieża opactwa Evesham - które założył św. Egwin

Egwin (zm. 30 grudnia 717) – mnich i biskup Worcesteru (693-717), później, do śmierci, opat w Evesham, święty Kościoła katolickiego.
Kształcił się u benedyktynów w Worcesterze, gdzie został mnichem a następnie kapłanem. W 639 został biskupem diecezji Worcester. Był reformatorem życia kościelnego, bronił świętości małżeństwa, stawał w obronie sierot i wdów.
Był doradcą Aethelreda, króla Mercji, jego syna Kenreda oraz Offy I, króla wschodnich Sasów. Podczas pobytu w Rzymie otrzymał od papieża zgodę na rezygnację z biskupstwa. W ostatnich latach życia pełnił obowiązki opata klasztoru w Evesham, który założył.
Zmarł 30 grudnia 717 roku.

## Kult
Po śmierci przypisywano mu wiele cudów: miał przywracać wzrok i słuch, uzdrawiać chorych. Jego relikwie wkrótce otaczane były wielkim kultem, tak że w 1077 r. przebudowano opactwo w Evesham w celu pomieszczenia napływu pielgrzymów.
W ikonografii św. Egwin przedstawiany jest w stroju biskupim z rybą w ręku, w pyszczku której jest klucz.
Jego wspomnienie liturgiczne obchodzono za martyrologiami 11 stycznia, a w diecezji Worcester pamiątkę 30 listopada oraz 10 września, wymieniany też w dies natalis (30 grudnia).